# 공룡 백만년 (1970년 영화)
공룡 백만년(When Dinosaurs Ruled The Earth)은 영국에서 제작된 발 게스트 감독의 1970년 모험, 판타지, SF, 멜로/로맨스 영화이다. 빅토리아 버트리 등이 주연으로 출연하였고 에이다 영 등이 제작에 참여하였다.

## 출연

### 주연
- 빅토리아 버트리
- 로빈 호돈

### 조연
- 패트릭 앨런
- 드류 헨리
- 마그다 코노프카
- 이모겐 하솔
- 패트릭 홀트
- 마리아 오브라이언
- 빌리 코넬리우스

## 제작진
- 의상: 칼 톰스